# Téniposide
Le téniposide est un médicament anticancéreux. Il est vendu sous la marque Vumon.

## Mode d'action
Il fait partie d'une classe de médicaments connus sous le nom de dérivés de la podophyllotoxine et on pense qu'il agit en interférant avec la production de l'ADN.

## Usage médical
Le téniposide est un médicament de chimiothérapie utilisé pour traiter la leucémie lymphoïde aiguë  chez les enfants. C'est un agent de deuxième ligne pour cet usage. D'autres utilisations peuvent inclure le cancer du poumon à petites cellules et le lymphome. Le médicament est administré par injection dans une veine.

## Effets secondaires
Les effets secondaires de ce médicament comprennent un faible nombre de globules blancs, un faible nombre de globules rouges, un faible nombre de plaquettes, une inflammation de la bouche, une perte de cheveux, des saignements, de la fièvre ou des réactions allergiques. D'autres effets secondaires peuvent inclure d'autres cancers, la nécrose cutanée au site d'injection ou une hypotension artérielle. L'utilisation de ce médicament pendant la grossesse peut nuire au fœtus.

## Histoire
Le médicament  a été approuvé pour un usage médical aux États-Unis en 1992. Il est vendu en Europe depuis 1967 et au Canada depuis 1984,. Aux États-Unis, cela coûte environ 2 100 dollars américains  par dose de 50 mg à partir de 2021. Il n'est plus disponible commercialement au Canada.